# Amt Hohenlockstedt

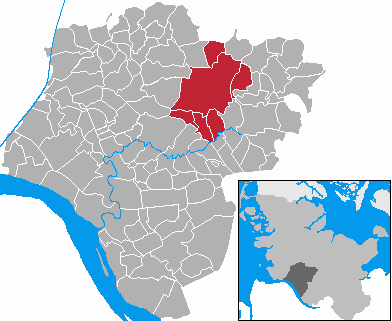
Lage des ehemaligen Amtes Hohenlockstedt im Kreis Steinburg

Das Amt Hohenlockstedt war ein Amt im Kreis Steinburg in Schleswig-Holstein. Der Verwaltungssitz befand sich in der Gemeinde Hohenlockstedt.
Mit Ablauf des 31. Dezember 2007 wurde das Amt Hohenlockstedt aufgelöst. Die Gemeinden Lohbarbek, Silzen, Schlotfeld und Winseldorf traten dem Amt Itzehoe-Land bei. Die Gemeinden Hohenlockstedt und Lockstedt bildeten mit der Stadt Kellinghusen und dem Amt Kellinghusen-Land das neue Amt Kellinghusen.
Das Amt hatte eine Fläche von 76 km² und 7900 Einwohner in den Gemeinden
1. Hohenlockstedt
2. Lockstedt
3. Lohbarbek
4. Schlotfeld
5. Silzen
6. Winseldorf